# Беспаловка (село, Харьковская область)
Беспа́ловка (укр. Безпалівка) — село,
Тарановский сельский совет,
Змиёвский район,
Харьковская область, Украина.
Код КОАТУУ — 6321786002. Население по переписи 2001 года составляет 590 (259/331 м/ж) человек.

## Географическое положение
Село Беспаловка находится в верховье балки Ольша́нка между сёлами Тарановка, расположенным севернее, и Пасеки, расположенном южнее; 
через село проходит железная дорога Москва-Севастополь (Курско-Харьковско-Азовская, станция Беспаловка),
и автомобильная дорога Т-2107.

## История
- В 1869 году на только построенной Курско-Харьковско-Азовской железной дороге на перегоне Тарановка - Лихачёва[3] была построена станция Безпаловка,[1] названная по рядом расположенному селу Безпаловка.[4] Возле станции разрослось село.
- До ВОВ село имело название Скрыня.
- 20 ноября 1941 года — село оккупировано нацистской Германией.
- 17 мая 1942 года — войска Юго-Западного фронта в ходе Изюмско-Барвенковской наступательной операции вернули село, но через неделю снова утратили свои позиции.
- 13 февраля 1943 года советские войска освободили село; в начале марта утратили село.
- В конце августа 1943 село было окончательно освобождено от нацистской оккупации.

## Достопримечательности
- Братская могила советских воинов.